# 劇団BDP
劇団BDP（げきだんビーディーピー）は、首都圏を中心に国内各地に活動を展開する、子供のためのミュージカル劇団（児童劇団）「大きな夢」及び、高校生以上が所属する劇団「劇団BDP」を運営する株式会社。本稿では、劇団BDPが運営する各劇団についても触れる。

## 大きな夢
児童劇団「大きな夢」は独自のネットワークを持ち、首都圏を中心に札幌、長野県、福岡、石川県に展開する、国内唯一の子供のためのミュージカル劇団である。所属できるのは小・中・高校生となっており、年に一度の公演の脚本、演出、音楽、歌唱指導、振付、音響、照明、舞台美術等を子供が大人のプロスタッフと共に創り上げていくことが特徴のスタッフ・設備等において本格的な劇団であるが、プロ養成や営利を目的とした劇団ではなく、ミュージカルを通して子供の可能性や自信、努力によって得られる達成感を育むことなど、情操教育を目的としている。
NHK放送劇団・劇団昴・劇団四季へ所属していた青砥洋により、1993年（平成5年）10月31日に東京都稲城市で、所属人数10名足らずの小さな地域劇団として発足。2013年（平成25年）現在では全国22ヶ所に広がり、それぞれが年に一度の本格的ミュージカル公演を行っている。

### 子どもミュージカル
| 名称                               | 所在地               | 設立年 |
| ---------------------------------- | -------------------- | ------ |
| 稲城子どもミュージカル             | 東京都稲城市         | 1993年 |
| 西船橋子どもミュージカル           | 千葉県船橋市         | 1999年 |
| 南大沢子どもミュージカル           | 東京都八王子市       | 1999年 |
| 新百合子どもミュージカル           | 神奈川県川崎市麻生区 | 2001年 |
| 本八幡子どもミュージカル           | 千葉県市川市         | 2002年 |
| 流山子どもミュージカル             | 千葉県流山市         | 2003年 |
| 初台子どもミュージカル             | 東京都渋谷区         | 2004年 |
| 八王子こどもミュージカル           | 東京都八王子市       | 2004年 |
| 札幌「大きな夢」                   | 北海道札幌市         | 2004年 |
| 竜ヶ崎子どもミュージカル           | 茨城県龍ケ崎市       | 2004年 |
| 浦安子どもミュージカル             | 千葉県浦安市         | 2005年 |
| やまと子どもミュージカル           | 神奈川県大和市       | 2005年 |
| 守谷子どもミュージカル             | 茨城県守谷市         | 2006年 |
| 多摩子どもミュージカル             | 東京都多摩市         | 2007年 |
| 豊洲子どもミュージカル             | 東京都江東区         | 2007年 |
| 杉並子どもミュージカル             | 東京都杉並区         | 2007年 |
| 福岡子どもミュージカル             | 福岡県福岡市         | 2007年 |
| 世田谷子どもミュージカル           | 東京都世田谷区       | 2007年 |
| 鎌倉子どもミュージカル             | 神奈川県鎌倉市       | 2007年 |
| くまがや子どもミュージカル         | 埼玉県熊谷市         | 2008年 |
| 長野「大きな夢」子どもミュージカル | 長野県茅野市         | 2008年 |
| あおば子どもミュージカル           | 神奈川県横浜市青葉区 | 2009年 |
| 東久留米子どもミュージカル         | 東京都東久留米市     |        |
| 加賀子どもミュージカル             | 石川県加賀市         |        |
| 熊本子どもミュージカル             | 熊本県熊本市         |        |

### 公演作品
- あたたかい心（あったかい心)
- 魔女バンバ  (新魔女バンバ)
- ピエロ人形の詩
- あまんじゃくの桜貝
- 緑の村の物語
- 夜空の虹
- なんなんとうに雪がふる
- アナザー・ワールド
- ロンの花園  (新ロンの花園)
- 桃太郎!
- ロビンソン＊ロビンソン
- ハルニレの木の下で
- タマゴン (新タマゴン)
- ポロロン
- ハッピー★スマイル
- しあわせの青い鳥
- 森のプリンス

## 劇団BDP
劇団BDPは、2001年（平成13年）に高校生以上を受け入れるために設置した劇団。

### 公演作品
- 緑の村の物語
- 新・魔女バンバ
- 飴屋の夜に…
- パパからもらった宝もの（チャリティ・ミュージカル）
- ダンスの朝
- ダンスの朝2006
- ダンスの朝2007
- ダンスの朝2008
- 彼女たち
- 姫神楽
- 古事記ミュージカル 「KUSHINADA」
- 小さなボタン
- KAGUYA 月の娘たち
- THE SHOW MUST GO ON
- 男を手玉にとる方法
- ハムレット・レポート
- 夜空の虹
- リアの食卓
- Grow me up! 〜ミーとぼくたちは特別な3人〜
- 小さな貴婦人 （チャリティ・ミュージカル）

## リンク
- 劇団BDP
- 児童劇団「大きな夢」子どもミュージカルオフィシャルページ